# Симетикон
Симетиконът е лекарствено средство за намаляване на флатуленцията, облекчаване на симптомите при подут корем и лечение на колики, макар че за последното няма достатъчно научни изследвания.
Представлява смес от силикагел и диметикон.

## Описание
Симетиконът притежава повърхностно активни свойства, намалява повърхностното напрежение на газовите мехурчета в храносмилателния тракт, което води до тяхното освобождаване или абсорбиране от червата. При нормални условия не взаимодейства с други вещества и се изхвърля от организма непроменен.
Започва да действа до 30 минути след приема, няма известни странични ефекти.